# كله جوب كرمي (مقاطعة غيلانغرب)
كله‌جوب كرمي (بالفارسية: کله‌جوب کرمی) هي قرية تقع في منطقة مركزية ريفية في إيران. يقدر عدد سكانها بـ 65 نسمة .